# Adamovské Kochanovce
Adamovské Kochanovce (in tedesco Adamowitz-Kochan o Kochanowitz , in ungherese Ádámfalva-Vágkohány) è un comune della Slovacchia facente parte del distretto di Trenčín, nella regione omonima.
Il comune è sorto nel 1960 per l'unione dei preesistenti comuni di Adamovce e Kochanovce. Adamovce è citata per la prima volta nel 1402, come possesso del Cantone di Nežetice. Appartenne alla nobile famiglia locale degli Ádámfalvay/Adamovský.  Kochanovce compare, per la prima volta, nei documenti medievali, nel 1394 come importante pieve della zona. Appartenne alle famiglie locali dei Kohány/Kochanovský e degli Ottlik. Ha dato i natali al poeta Vladimír Roy (1885-1936).
Adamovce conserva un castello in stile baroccheggiante del XIX secolo. 
Del comune di Adamovské Kochanovce fanno parte le frazioni di Malé Bierovce (in tedesco Kleinbirowitz, in ungherese Nemesbiróc)  luogo di origine dei conti Biróci/Birovský, e di Nežetice (in tedesco  eschetitz, in |ungherese Nesete).